# Hexarthrius melchioritis
Hexarthrius melchioritis is een keversoort uit de familie vliegende herten (Lucanidae). De wetenschappelijke naam van de soort is voor het eerst geldig gepubliceerd in 1954 door Seguy.